# Plenum (Musik)
Das Plenum ist eine im Orgelbau verwendete Bezeichnung für eine vollklingende Registerkombination. Die Prinzipalstimmen (der Prinzipalchor) bilden – ähnlich wie beim Tutti – die Grundlage, sie werden ergänzt durch Mixturen, evtl. Zungenregister und Flöten (den Weitchor).

## Beispiel
I Hauptwerk
Prinzipal (16') + 8′ + Oktave 4′  + Superoktave 2' + Mixtur + (Koppel II/I)
II Nebenwerk
Gedackt 8′ + Rohrflöte 4′ + Prinzipal 2′ + Scharff
Pedal
Subbass 16′ + Oktavbass 8′ + Choralbass 4′ + Mixtur 4f + Posaune 16' + (Koppel I/Ped. + Koppel II/Ped.)

## Sonstiges
Bei Kirchenglocken spricht man vom Plenum, wenn alle Glocken (in seltenen Fällen ein bestimmtes Teilgeläut) eines Geläutes gemeinsam erklingen.
Auch ist dieser Ausdruck bei Gesamtproben, im Gegensatz zu Stimmproben, eines Orchesters üblich.